# Akiko Iwasaki
Akiko Iwasaki (jap. 岩崎 明子 Iwasaki Akiko), ur. 13 września 1970 w Iga, prefektura Mie – amerykańska immunolog japońskiego pochodzenia. Urodziła się i wychowała w Japonii, karierę naukową zrobiła w Stanach Zjednoczonych. Zatrudniona jako profesor na Uniwersytecie Yale oraz jako badaczka w Instytucie Medycznym Howarda Hughesa.

## Życiorys
Jej rodzicami są Fumiko Iwasaki, aktywistka na rzecz praw kobiet, oraz fizyk Hiroshi Iwasaki. Ma dwie siostry.
Po ukończeniu szkoły średniej przeniosła się do Toronto w Kanadzie, gdzie w 1994 roku uzyskała licencjat z biochemii i fizyki na Uniwersytecie w Toronto. W 1998 roku otrzymała stopień doktora z immunologii. W latach 1998–2000 prowadziła badania naukowe w ramach stażu w Narodowych Instytutach Zdrowia w Stanach Zjednoczonych. W 2000 roku przeniosła się na Uniwersytet Yale, gdzie założyła własne laboratorium.
W 2018 roku została członkinią Narodowej Akademii Nauk (NAS).
Mężem Iwasaki jest uzbecki immunolog Rusłan Miedżitow, z którym ma dwie córki: Emi i Naomi.

## Działalność naukowa
Akiko Iwasaki prowadzi badania naukowe w obszarze wrodzonej i adaptacyjnej odpowiedzi immunologicznej. Obszar jej badań obejmuje m.in. odpowiedź immunologiczną organizmu na grypowe zapalenie płuc oraz wirusową opryszczkę w układzie rozrodczym. Celem jej badań jest opracowanie szczepionek lub środków przeciwdrobnoustrojowych zapobiegających przenoszeniu patogenów wirusowych i bakteryjnych.
Iwasaki zidentyfikowała rolę autofagii we wrodzonym rozpoznawaniu wirusów i prezentacji antygenu przez komórki dendrytyczne. Mechanizm ten skutkuje przeniesieniem materiału wirusowego do endosomu, gdzie jest rozpoznawany przez receptor toll-podobny 7 (TLR7). Badaczka wykazała także, że komórki dendrytyczne rozpoznają wirusy dzięki aktywowaniu receptorów TLR9, które wspólnie z receptorami TLR2 wytwarzają odpowiedź interleukinową.
Akiko Iwasaki wraz z Hainą Shin opracowały strategię szczepień o nazwie „Prime and Pull”. Zakłada ona zastosowanie w pierwszej kolejności konwencjonalnej szczepionki, wyzwalającej ogólnoustrojową reakcję komórek T („prime”), a następnie lokalne podanie chemokin, które rekrutują aktywowane komórki T („pull”). Trwają prace nad szczepionką przeciwko nawracającym infekcjom opryszczki (HSV) oparte na wyżej wspomnianej strategii.
Badania przeprowadzone przez Iwasaki wskazują, że odpowiedź immunologiczna na rinowirusy w błonie śluzowej nosa jest zależna od temperatury, co stanowi możliwe wyjaśnienie częstszego występowania przeziębień w chłodniejszych porach roku.

## Nagrody i wyróżnienia
- 2000 – Burroughs Wellcome Fund Career Award in Biomedical Sciences przez Burroughs Wellcome Fund[12],
- 2003 – Ethel Donaghue Women’s Health Program Investigator Award przez Ethel Donaghue Women’s Health Program[12],
- 2003 – Wyeth Lederle Young Investigator Award przez Infectious Diseases Society of America[1][12],
- 2005 – Burroughs Wellcome Fund Investigator in Pathogenesis in Infectious Diseases przez Burroughs Wellcome Fund[12],
- 2011 – BD Biosciences Investigator Award przez American Associations of Immunologists[1][12],
- 2012 – Eli Lilly and Company-Elanco Research Award przez American Society for Microbiology[1][12],
- 2017 – Inspiring Yale Award[1],
- 2018 – Yale’s Charles W. Bohmfalk Teaching Award[1],
- 2019 – Seymour & Vivian Milstein Award(inne języki) for Excellence in Interferon & Cytokine Research[13],
- 2022 – Lupus Insight Prize (LIP) przez Lupus Research Alliance[14],
- 2023 – Prize for Medical Research przez Else Kröner-Fresenius[15],
- 2023 – Lupus Insight Prize (LIP) przez Lupus Research Alliance[16],
- 2023 – Connecticut Medal of Science[5].